# Stephen Kinzer
Stephen Kinzer (4 agosto 1951) è un giornalista e scrittore statunitense.
Ha fatto il corrispondente per il New York Times lavorando in più di cinquanta paesi. Ha scritto innumerevoli libri su Turchia, America centrale e Iran.

## Opere
- (EN)   Stephen Schlesinger, Bitter Fruit: The Story of the American Coup in Guatemala, New York City, Doubleday, 1982, ISBN 0-674-07590-0.
- (EN)   Crescent and Star: Turkey Between Two Worlds, New York City, Farrar, Straus and Giroux, 2001, ISBN 0-374-13143-0.
- (EN)   All the Shah's Men: An American Coup and the Roots of Middle East Terror, Hoboken, John Wiley & Sons, 2003, ISBN 978-0-471-67878-6.
- (EN)   Overthrow: America's Century of Regime Change from Hawaii to Iraq, New York, Times Books, 2006, ISBN 0-8050-7861-4.
- (EN)   Blood of Brothers: Life and War in Nicaragua, Cambridge (Massachusetts), Harvard University Press, 2007, ISBN 978-0-674-02593-6.
- (EN)   A Thousand Hills: Rwanda's Rebirth and the Man Who Dreamed It, Hoboken, John Wiley & Sons, 2008, ISBN 978-0-470-12015-6.
- (EN)   Reset: Iran, Turkey, and America's Future, New York, Times Books, 2010, ISBN 978-0-8050-9127-4.
- (EN)   Reset Middle East: Old Friends and New Alliances, Londra, I.B. Tauris, 2010, ISBN 978-1-84885-765-0.
- (EN)   The Brothers: John Foster Dulles, Allen Dulles, and Their Secret World War, Times Books, 2013, ISBN 978-0-8050-9497-8.

## Premi
- Premio Maria Moors Cabot: 1988[1]